# Pierre Vilars
Ne doit pas être confondu avec Pierre Vilar (historien), Pierre Vilar (critique littéraire) ou Pierre Villard.
Pour les articles homonymes, voir Vilard, Villar (nom de famille) et Villard.
Pierre Vilars, né le 5 août 1916 à Mont-Saint-Aignan, en Seine-Inférieure, et mort le 19 septembre 2024 à Vannes,, est un officier d'artillerie et centenaire français, vétéran de la Seconde Guerre mondiale et du Débarquement de Provence.

## Biographie

### Éducation et carrière
Ingénieur des Arts et métiers,, Pierre Vilars se spécialise dans l'industrie plastique après la guerre,.

### Parcours pendant la guerre
Sous-lieutenant au sein du 111e RALC, un régiment d'artillerie coloniale à cheval stationné à la frontière belge, Pierre Vilars survit aux bombardements de l'aviation allemande pendant la Débâcle en mai 1940. Le 21 juin 1940, il participe à la défense de Lorient lors de l'un des derniers combats de la Bataille de France, au carrefour des Cinq chemins à Guidel, où il est fait prisonnier par la Wehrmacht.   
Après un an de détention à l'Oflag XIII-B à Nuremberg puis à l'Oflag V-A à Weinsberg, il est libéré d'Allemagne à l'été 1941 sous prétexte de partir combattre les Anglais,, et autres Britanniques. Il s'exile alors à Bobo-Dioulasso en Haute-Volta, où il est affecté à une batterie d'artillerie coloniale. Après le ralliement de l‘Afrique-Occidentale française (AOF) aux Forces françaises libres du général de Gaulle, il devient lieutenant dans la 1re Armée française en mars 1943. Recherché par les Allemands, il prend l'identité de Jean-Pierre Blondel,, et est affecté au 13e régiment de tirailleurs sénégalais.  
Le 17 juin 1944, il participe à l'opération Brassard à l'île d'Elbe,,, seul débarquement de la Seconde Guerre mondiale majoritairement orchestré par des troupes françaises. Débarqué en Provence sur la plage de Cavalaire-sur-Mer, il prend part à la Libération de Toulon avec la 9e Division d'infanterie coloniale,,,. Après l'incorporation de milliers de volontaires FFI, il assiste au "déshabillage" des tirailleurs, évincés pour "blanchir" les troupes coloniales à la Libération. Dans un témoignage diffusé en août 2024, il rend hommage aux 90% de soldats africains de son régiment.
Il participe à la libération de Mulhouse et à la bataille de la poche de Colmar au sein du 23e RIC, avant de franchir le Rhin début avril 1945. En Allemagne, son régiment continue à combattre la 19e armée allemande en débandade, participe à la prise de Rastatt, Baden-Baden et Oberkirch et remonte le Rhin jusqu'à Fribourg. 
Le 25 mai 1945, il reçoit la Croix de guerre. Nommé capitaine mais récemment marié, il demande sa démobilisation au général Valluy qui lui proposait de partir en Indochine,. Il est nommé chef d'escadron en 1960 et s'installe à Vannes dans les années 1970. 
En 2021, à l'âge de 105 ans, il est nommé dans l'Ordre national de la Légion d'honneur puis décoré le 8 janvier 2022.

### Vie privée
Pierre Vilars a été marié à Jacqueline et le couple a eu plusieurs enfants dont un fils maire. Il est au moment de sa mort le cinquième homme le plus âgé de France.

## Distinctions
- Chevalier de la Légion d'honneur (décret du 8 novembre 2021[15])
- Croix de guerre 1939–1945